# Luka, Rijeka
Luka (italienska: Porto) är ett lokalnämndsområde och stadsdel i Rijeka i Kroatien. Den centrala stadsdelen ligger mellan havet och Gamla stan och är helt urbaniserad. Rijekas huvudgata Korzo liksom flera av stadens mest representativa byggnader ligger i Luka. I stadsdelen ligger även Rijekas centrala färjeläge varifrån Jadrolinijas färjor till bland annat den kroatiska övärlden utgår ifrån.  

## Etymologi
Både det kroatiska namnet "Luka" och det italienska namnet "Porto" har betydelsen 'hamnen' på svenska. Lokalnämndsområdet har tidigare även kallats "Centar-Luka" (Centrum-Hamnen).  

## Historia
Området som idag utgör stadsdelen Luka växte gradvis fram i slutet av 1700-talet – delvis på land som återvunnits från havet som tidigare via en vallgrav nådde fram till Stadstornet. Med den österrikiske kejsaren Josef II bifall revs de gamla stadsmurarna som tidigare omslöt Gamla stan år 1780 och vallgraven framför murarna fylldes igen. Därmed lades grunden till stadens huvudgata Korzo. Landområdet mellan vallgraven och havet var fram till murarnas rivning och uppförandet av nya byggnader i vad som idag är Luka bebyggt med några få förrådshus för förvaring av fisk och spannmål. Därtill fanns där ett mindre skeppsvarv och träkajer. I samband med Rijekas befolkningstillväxt och ekonomiska utveckling uppfördes under 1800-talet och 1900-talets början flera representativa byggnader i området.   

## Geografi
Luka gränsar till lokalnämndsområdena Brajda-Dolac i nordväst, Školjić-Stari grad i norr och Centar-Sušak i öst. I väster och söder gränsar stadsdelen till havet.  

## Byggnader, gator och anläggningar (urval)
- Centralpostspalatset
- Euroherc-byggnaden[4]
- Filodrammatica
- Korzo
- Modellopalatset[4]
- Molo longo
- Nationalteatern[4]
- Radio Rijekas byggnad[4]
- Rijekas synagoga
- Sankt Nikolai kyrka[4]
- Stadstornet[4]
- Stora saluhallen[4]
- Turkiska huset

## Parker och offentliga konstverk (urval)
- Teaterparken[5]
- Fontänen "Kugla" (Sfären) i Teaterparken[6]